# 噶雪·曲吉尼玛
噶雪·曲吉尼玛（藏語：ཀ་ཤོད་ཆོས་རྒྱལ་ཉི་མ་，威利转写：ka shod chos rgyal nyi ma，1903年—1986年12月19日），藏族，西藏江孜县人。噶厦官员。

## 生平
噶雪·曲吉尼玛是西藏贵族噶雪家族成员，生于1903年。1919年开始当官。1924年任桑宗宗堆（gsang-rdzong rdzong-sdod）。1927年任霍尔基（hor-spyi），同年在那曲喀（Nag-chu-kha）阻止了费尔克奈（the Filchner）和列里赫（Roerich）的远征。1934年，时任仁希的噶雪·曲吉尼玛卷入了龙厦·多吉次杰的所谓“阴谋活动”。后来，他向噶伦赤门告密，但仍旧被解职，以示在诉讼程序中一视同仁，没有特殊。但他很快于1935年被任命为孜本，1945年升任噶伦。
1947年，因被怀疑参与前摄政五世热振活佛的所谓“阴谋活动”，拉萨上下均认为他会被逮捕。然而，他却被派去指挥进攻支持热振活佛的色拉寺，这令其十分尴尬。他仍然担任噶伦，但被怀疑与支持热振活佛的中国国民党人有关系。1949年，拉萨发生驱汉事件，蒙藏委员会驻藏办事处（陈锡璋任处长）等机构人员遭到驱逐，噶雪·曲吉尼玛也随之被革职，并被处以鞭笞和流放。后来，他被免于鞭笞，但仍穿象征着耻辱的白衣被流放到乃乌东（sNevu-gdong）监禁。
1951年西藏和平解放，同年噶雪·曲吉尼玛被召回拉萨，但未复任噶伦，而是担任公路建设指挥，并获台吉头衔。他拥护中央人民政府以及《十七条协议》，拥护中国共产党的领导、反帝爱国。
中共十一届三中全会后，嘎雪·曲吉尼玛亲自撰写了回忆录，并审阅历史资料，参与西藏文史资料研究工作。他是第六届全国政协委员、西藏自治区政协副主席。
1986年12月19日，嘎雪·曲吉尼玛逝世，享年84岁。